# Loudun
Pour les articles homonymes, voir Loudun (homonymie).
Loudun est une commune du Centre-Ouest de la France, située dans le département de la Vienne. Ses habitants sont appelés les Loudunais.
C'est une ville avec les ruines de l'ancien château détruit par Richelieu, et dont le centre historique est entouré de vieux remparts. Cette ville possède un grand patrimoine culturel avec, entre autres, sa Tour Carrée, ses ruelles ayant gardé l'esprit du Moyen Âge, toutes les caves à champignons et à vins, sans oublier le musée Renaudot.

## Toponymie

### Attestations anciennes
Le nom de la localité est attesté sous les formes Lauzdunensis vicaria en 850 ; Laucidunensis en 895, ; Losdunum en 1059,.

### Étymologie
Dun est un toponyme ou un élément de toponyme courant dans les régions de peuplement ou d'ancien peuplement celtique. Il signifie à l'origine citadelle, forteresse, enceinte fortifiée, puis secondairement colline, mont. On le trouve sous la forme dunon (lire dūnon avec un U long en gaulois ou plutôt dūno, latinisé en dunum, dun en gaélique et din en gallois et en breton (dans Dinan). On le rencontre également dans les textes relatifs à la mythologie celtique, notamment pour désigner la résidence de dieux ou de héros.
Il est souvent associé au nom d’un chef gaulois, comme à Loudun justement, mais aussi à Verdun ou Meudon. Ou encore au nom de dieu gaulois le plus vénéré Lug par exemple. C’est le cas à Laon et à Lyon dont les deux noms dérivent de Lugduno.
Loudun se serait appelée Lugdunum. Le nom de la ville signifie donc « colline, du dieu Lugus ». Lugus a été rapproché du gaulois lugos, qui aurait signifié « corbeau ». Selon Plutarque, il signifierait plutôt « lumineux », ou « lumière », Lugus étant une divinité du soleil et de la lumière.

## Géographie

### Localisation
Tout au nord du département de la Vienne, la commune de Loudun est bordée à l'ouest par le Martiel, un sous-affluent de la Dive et par la Négron au sud-est.

### Communes limitrophes
Les communes limitrophes sont Basses, Bournand, Messemé, Mouterre-Silly, Sammarçolles, Les Trois-Moutiers, La Roche-Rigault et Chalais.
| Les Trois-Moutiers | Bournand | Basses Sammarçolles |
| Mouterre-Silly     | Loudun   | Messemé             |
|                    | Chalais  | La Roche-Rigault    |

### Climat
Le climat qui caractérise la commune est qualifié, en 2010, de « climat océanique altéré », selon la typologie des climats de la France qui compte alors huit grands types de climats en métropole. En 2020, la commune ressort du même type de climat dans la classification établie par Météo-France, qui ne compte désormais, en première approche, que cinq grands types de climats en métropole. Il s’agit d’une zone de transition entre le climat océanique, le climat de montagne et le climat semi-continental. Les écarts de température entre hiver et été augmentent avec l'éloignement de la mer. La pluviométrie est plus faible qu'en bord de mer, sauf aux abords des reliefs.
Les paramètres climatiques qui ont permis d’établir la typologie de 2010 comportent six variables pour les températures et huit pour les précipitations, dont les valeurs correspondent à la normale 1971-2000. Les sept principales variables caractérisant la commune sont présentées dans l'encadré ci-après.
| Paramètres climatiques communaux sur la période 1971-2000 - Moyenne annuelle de température : 11,6 °C - Nombre de jours avec une température inférieure à −5 °C : 2,3 j - Nombre de jours avec une température supérieure à 30 °C : 5,2 j - Amplitude thermique annuelle : 14,9 °C - Cumuls annuels de précipitation : 614 mm - Nombre de jours de précipitation en janvier : 10,4 j - Nombre de jours de précipitation en juillet : 6,3 j |

Avec le changement climatique, ces variables ont évolué. Une étude réalisée en 2014 par la Direction générale de l'Énergie et du Climat complétée par des études régionales prévoit en effet que la  température moyenne devrait croître et la pluviométrie moyenne baisser, avec toutefois de fortes variations régionales. La station météorologique de Météo-France installée sur la commune et mise en service en 1990 permet de connaître en continu l'évolution des indicateurs météorologiques. Le tableau détaillé pour la période 1981-2010 est présenté ci-après.
| Mois                                  | jan.          | fév.           | mars          | avril         | mai           | juin          | jui.          | août          | sep.          | oct.          | nov.          | déc.           | année      |
| ------------------------------------- | ------------- | -------------- | ------------- | ------------- | ------------- | ------------- | ------------- | ------------- | ------------- | ------------- | ------------- | -------------- | ---------- |
| Température minimale moyenne (°C)     | 2,3           | 2,3            | 4,1           | 5,7           | 9,4           | 12,2          | 14            | 14,2          | 11,1          | 8,9           | 5             | 2,5            | 7,7        |
| Température moyenne (°C)              | 5,2           | 5,9            | 8,7           | 10,8          | 14,8          | 17,9          | 19,9          | 20,1          | 16,5          | 13            | 8,2           | 5,2            | 12,2       |
| Température maximale moyenne (°C)     | 8             | 9,5            | 13,2          | 15,8          | 20,1          | 23,6          | 25,8          | 26,1          | 22            | 17,1          | 11,4          | 8              | 16,8       |
| Record de froid (°C) date du record   | −14 07.01.09  | −14,3 12.02.12 | −9,6 01.03.05 | −3,3 10.04.03 | 0,2 07.05.97  | 3,5 01.06.06  | 7,1 04.07.90  | 6,8 28.08.98  | 2,7 25.09.02  | −3,7 30.10.97 | −8 23.11.93   | −10,5 29.12.96 | −14,3 2012 |
| Record de chaleur (°C) date du record | 16,6 05.01.99 | 22,5 27.02.19  | 24,5 19.03.05 | 29,4 30.04.05 | 32,2 27.05.05 | 41,1 29.06.19 | 40,7 25.07.19 | 40,2 09.08.03 | 35,3 14.09.20 | 29,9 03.10.11 | 22,7 07.11.15 | 18 07.12.00    | 41,1 2019  |
| Ensoleillement (h)                    |               | 101,1          |               | 194,2         | 218,8         | 265,7         | 254,4         | 234,8         |               | 134           | 82            |                |            |
| Précipitations (mm)                   | 55,8          | 44,4           | 44,6          | 53            | 48,9          | 38,9          | 49,2          | 44,2          | 48,5          | 65,3          | 70,9          | 63,8           | 627,5      |

### Voies de communication et transports
La ville est située au croisement de la route nationale 147 et des routes départementales 14, 61, 63, 147 et 759, soit en distances orthodromiques, 20 km à l'est de Thouars, 22 km au sud-ouest de Chinon, 30 km au sud-sud-est de Saumur et 52 km au nord-nord-ouest de Poitiers.
Au nord, la départementale 47 dessert le village de Véniers.
L'enclavement de Loudun en matière de transport peut expliquer, pour une part, son retard de croissance et sa difficulté à se rendre attractif pour les entreprises comme pour les résidents. Dans une société où la gestion des temps est un enjeu de plus en plus central, l'éloignement, autant en termes de distance que de temps, de Loudun du cœur dynamique du département et de son offre de services administratifs, de santé, culturels, économiques, etc., est un handicap majeur.

## Histoire
Loudun était une cité pictave. Terre de convoitises, le Loudunais et la sénéchaussée de Loudun furent rattachés à l'Anjou, contrairement au découpage administratif au XXIe siècle, où la région Nouvelle-Aquitaine présente au nord du département de la Vienne une excroissance pour englober Loudun. Au Moyen Âge et jusqu'à la Révolution française, c'est le Saumurois qui s'enfonce dans le Poitou actuel, englobant Loudun et le Loudunais jusqu'à Mirebeau au sud.

### Moyen Âge
En 986, Guillaume III d'Aquitaine et Geoffroy Ier d'Anjou s'affrontent au lieu-dit les Roches Saint-Paul, alors rattaché à la paroisse de Coussay. Geoffroy obtient le fief de Loudun mais est vassal de Guillaume. Loudun dépend des comtes d'Anjou jusqu'en 1206, date à laquelle Philippe Auguste la rattache à la Couronne de France. Cependant, Philippe Auguste donne Loudun en garde à Guillaume des Roches, sénéchal d'Anjou et du Maine, car le roi de France considère Loudun comme une place stratégique et décide de remplacer l'ancien château par une nouvelle forteresse pour contrer les puissants Plantagenêts.
En 1214, Jean sans Terre intrigue contre le roi Philippe Auguste, en achetant l’aide des barons poitevins : les Chauvigny, les Mauléon et les Thouars. Jean-sans-Terre occupe Angers. Louis, le fils de Philippe Auguste intervient à Moncontour dont il fait détruire le château. De son côté, Philippe-Auguste est vainqueur à Bouvines (et le prince Louis à La Roche-aux-Moines) en juillet 1214. Il vient aussitôt à Loudun pour imposer la paix de Chinon (septembre 1214) à Jean sans Terre qui doit renoncer à la plus grande partie de ses possessions en Poitou.
Le 4 février 1367, Charles V octroie Loudun au duc d'Anjou Louis, en échange de Champtoceaux.

La sénéchaussée de Loudun en Anjou au XVIIIe siècle.

Le 1er décembre 1372, le traité de Loudun est signé entre le roi de France et les principaux barons poitevins, qui lui rendent hommage. Il met ainsi fin à la reconquête du Poitou qui avait suivi le traité de Brétigny (1360).
En 1476, le roi René, duc d'Anjou, est contraint de conclure un accord avec Louis XI, étant accusé d'avoir négocié avec Charles le Téméraire. Loudun est à nouveau réunie à la couronne de France. Louis XI l'érige en bailliage. François Ier ordonne qu'on rédige la coutume de Loudun. Le Loudunais devient une sénéchaussée, qui dépend du gouverneur de Saumur.
À la fin d'année 1480, Louis XI libère le cardinal Jean de la Balue et le transfère provisoirement à Loudun, à condition qu'il quitte le royaume de France. Aussi le légat Giuliano della Rovere, futur pape Jules II, y arrive-t-il au début du mois de janvier 1481.

### Les Hospitaliers
La commanderie des Hospitaliers de l'ordre de Saint-Jean de Jérusalem (ou chapelle Saint-Jean), date du XIIIe siècle, inscrite aux monuments historiques depuis 1995.

### Temps modernes
En 1542, lors de la création de la généralité de Tours, la sénéchaussée de Loudun intègre cet ensemble territorial constitué par les provinces d'Anjou, du Maine et de la Touraine.
En 1568, les luttes entre protestants et catholiques reprennent. Henri, roi de Navarre, alors âgé de 16 ans, se trouve à Loudun avec l'armée protestante. Les protestants brûlent la collégiale Sainte-Croix, le couvent de l'église des Carmes (Saint-Hilaire-du-Martray) et l'échevinage. Le duc d'Anjou (futur Henri III) fait le siège de Loudun pour récupérer la cité aux mains des protestants. En 1569, Coligny assiège Poitiers, mais l’arrivée de l’armée royale le force à lever le siège. L’affrontement a lieu lors de la bataille de Moncontour : le duc d'Anjou inflige une défaite sanglante aux Huguenots.
En 1579, le roi Henri III élève Loudun au rang de duché non héréditaire au profit de Françoise de Rohan. En 1584, Henri III donne l'ordre de faire détruire la forteresse érigée par Philippe II Auguste, le palais des ducs-rois d'Anjou-Sicile et l'enceinte fortifiée de Loudun. En 1587, Henri de Navarre s'empare de Loudun, ainsi que de Vivonne, Mirebeau et Châtellerault.
En 1605 fut prévu un siège de présidial à Loudun, qui aurait compris le bailliage de Chinon, mais l'opposition de Tours et de Poitiers empêcha le projet d'aboutir. En 1616, pour mettre un terme à une nouvelle révolte des nobles, la paix de Loudun (désastreuse pour la Cour) est signée entre Marie de Médicis (la régente) et le prince de Condé.
En 1628, la baronnie de Mirebeau fut acquise par le cardinal de Richelieu et unie en 1631 au duché-pairie de Richelieu, et dont le tribunal ducal relevait à la fois du Parlement de Paris et de la sénéchaussée de Saumur. En 1630, la ville de Loudun fut le théâtre d'une traque lancée par le cardinal de Richelieu, avec pour objectif de faire taire le prêtre catholique Urbain Grandier qui l'avait critiqué férocement. En 1631, Louis XIII envoie à Loudun le conseiller d'État Jean Martin, baron de Laubardemont, afin de terminer la démolition de la forteresse construite par Philippe-Auguste, du palais des ducs-rois d'Anjou-Sicile, du donjon et de l'enceinte fortifiée de la ville. En 1634, commença à proprement parler « l'affaire des démons de Loudun ».
Le 6 septembre 1711, un tremblement de terre a mis à bas une partie des murailles, et provoqué l'effondrement d'une partie de l'église principale.

### Révolution française
En 1790, lors de la création des départements français, le Sud-Saumurois (sénéchaussée de Loudun et pays de Mirebeau dépendants du gouverneur de Saumur et partie méridionale de l'Anjou) est rattaché au département de la Vienne.
Loudun accueille favorablement les avancées de la Révolution française. Elle plante ainsi son arbre de la liberté, symbole de la Révolution et, en tant que symbole, il est coupé le 5 mai 1793, lorsque la nouvelle de la prise de Thouars par les armées vendéennes arrive, par crainte de représailles. Les membres du conseil municipal jugèrent également plus prudent de se replier sur Chinon, et le drapeau blanc fleurdelysé flotte un instant sur la bourgade. Dès l’alerte passée, il est replanté (le 8 mai), puis à nouveau le 18 (remplacé par un spécimen de plus grande taille). Lorsqu'un détachement de cavalerie vendéenne pénètre dans la ville le 25 juillet, l’arbre est abattu une nouvelle fois. Il est à nouveau replanté, suivi de trois autres : un porte (Saint-)Nicolas, un autre place de la Bœufetterie, un troisième porte de Chinon, et le dernier dans le quartier du Martray. Ils deviennent des lieux de ralliement pour toutes les fêtes et les principaux événements révolutionnaires, comme la célébration des victoires des armées révolutionnaires, la lecture des lois, l'anniversaire de l'exécution de Louis XVI. Ces quatre arbres sont abattus de nuit en octobre 1799, au moment de la réaction royaliste, mais replantés immédiatement. Un autre arbre est abattu et replanté en janvier 1800.
Loudun est chef-lieu du district de Loudun de 1790 à 1795, puis de son arrondissement de 1800 à 1926. En 1802, lors de la nomination des premiers préfets de France, c'est un Loudunais, Pierre Montault-Désilles qui devient premier préfet du département de Maine-et-Loire. La même année, son frère Charles Montault-Désilles, devient l'évêque d’Angers.

### XXesiècle
La sous-préfecture de Loudun créée le 17 février 1800 est supprimée le 10 septembre 1926. La ville n'est plus qu'un simple chef-lieu de canton et celui-ci comme les cantons environnant furent rattachés à l'arrondissement de Châtellerault.
Pendant la Seconde Guerre mondiale, la Luftwaffe bombarde la gare le 18 juin 1940 : le quartier environnant souffre, et le bilan est de 20 morts.
Le 20 juin 1940, des préparatifs de défense de la ville sont menés. À la barrière du passage à niveau, route de Saumur, des soldats français construisent hâtivement un barrage avec les matériaux des immeubles détruits par le bombardement. Une mitrailleuse est installée ainsi qu'un canon anti-tank. Des militaires sont postés munis de fusils mitrailleurs et attendent l'arrivée de l'armée allemande. Une autre barricade est construite rue Croix Moquet et des soldats français sont postés munis de fusils mitrailleurs. Des unités de la Wehrmacht pénètrent dans la ville par l'Est le 20 juin.
Le 21 juin 1940, vers 9 heures du matin, un char et quatre chenillettes qui formaient l'arrière garde d'une formation motorisée, ayant participé aux Combats de Saumur et se dirigeant sur Poitiers venait de traverser la ville, se sont rencontrés avec une formation de chars allemands qui entraient à Loudun venant de Chinon. Le conducteur Raymond Louis Jules Loche et le mitrailleur René Matras, du 1er G.R.D.I. périrent carbonisés dans leur chenillette ainsi que le soldat François Arthur Tadieu qui fut tué lors de l'affrontement sur le Boulevard des Écoles. 
Les soldats français dont des tirailleurs sénégalais faits prisonniers dans les environs de Loudun et dans la ville même y sont conduits rue du Colombier l'Abbé sous l'escorte d'automitrailleuses allemandes dans un camp de prisonniers.
Durant l’été 1944, les aviations alliées mènent de nombreuses opérations de strafing : des chasseurs patrouillent sur les axes (voies ferrées, routes principales) à la recherche de cibles d’opportunité. C’est ainsi que des chasseurs alliés tirent sur la gare le 8 juillet et qu’elle est à nouveau bombardée le 15 août.
En 1948, pour célébrer le centenaire de la révolution française de 1848 et de la Deuxième République, un arbre de la liberté est planté dans le jardin de la mairie.
Durant les années suivantes, la ville est marquée par le retentissement national de l'affaire Marie Besnard, accusée d'avoir empoisonné son mari en 1949 ainsi qu'onze autres personnes, puis acquittée à l'issue de trois procès en 1961. Le rôle des rumeurs dans cette affaire rappelle celui qu'elles ont joué dans celle d'Urbain Grandier trois siècles plus tôt.
En 1964, l'ancienne commune de Veniers fusionne avec Loudun. En 1972, Rossay en fait autant.

## Démographie
La commune de Loudun s'est agrandie à deux reprises, d'abord en 1964 avec l'intégration de Véniers, puis en 1972 avec la fusion-association de Rossay, qui reste commune associée.

### Démographie de Véniers
| 1793 | 1800 | 1806 | 1821 | 1831 | 1836 | 1841 | 1846 | 1851 | 1856 |
| ---- | ---- | ---- | ---- | ---- | ---- | ---- | ---- | ---- | ---- |
| 442  | 499  | 499  | 407  | 467  | 481  | 462  | 488  | 500  | 477  |

| 1861 | 1866 | 1872 | 1876 | 1881 | 1886 | 1891 | 1896 | 1901 | 1906 |
| ---- | ---- | ---- | ---- | ---- | ---- | ---- | ---- | ---- | ---- |
| 488  | 464  | 437  | 436  | 407  | 434  | 481  | 492  | 476  | 460  |

| 1911 | 1921 | 1926 | 1931 | 1936 | 1946 | 1954 | 1962 | - | - |
| ---- | ---- | ---- | ---- | ---- | ---- | ---- | ---- | - | - |
| 488  | 466  | 462  | 432  | 441  | 459  | 454  | 430  | - | - |

La population de Véniers est toujours restée relativement stable, entre 400 et 500 habitants.

### Démographie de Rossay
| 1793 | 1800 | 1806 | 1821 | 1831 | 1836 | 1841 | 1846 | 1851 | 1856 |
| ---- | ---- | ---- | ---- | ---- | ---- | ---- | ---- | ---- | ---- |
| 168  | 153  | 170  | 181  | 157  | 184  | 197  | 201  | 213  | 226  |

| 1861 | 1866 | 1872 | 1876 | 1881 | 1886 | 1891 | 1896 | 1901 | 1906 |
| ---- | ---- | ---- | ---- | ---- | ---- | ---- | ---- | ---- | ---- |
| 226  | 206  | 210  | 198  | 177  | 188  | 203  | 224  | 228  | 228  |

| 1911 | 1921 | 1926 | 1931 | 1936 | 1946 | 1954 | 1962 | 1968 | - |
| ---- | ---- | ---- | ---- | ---- | ---- | ---- | ---- | ---- | - |
| 230  | 215  | 233  | 231  | 219  | 211  | 203  | 197  | 146  | - |

La population de Rossay a atteint son maximum en 1926 avec 233 habitants.

### Démographie de Loudun
L'évolution du nombre d'habitants est connue à travers les recensements de la population effectués dans la commune depuis 1793. Pour les communes de moins de 10 000 habitants, une enquête de recensement portant sur toute la population est réalisée tous les cinq ans, les populations de référence des années intermédiaires étant quant à elles estimées par interpolation ou extrapolation. Pour la commune, le premier recensement exhaustif entrant dans le cadre du nouveau dispositif a été réalisé en 2007.

En 2022, la commune comptait 6 791 habitants, en évolution de +0,7 % par rapport à 2016 (Vienne : +0,6 %, France hors Mayotte : +2,11 %).
| 1793  | 1800  | 1806  | 1821  | 1831  | 1836  | 1841  | 1846  | 1851  |
| ----- | ----- | ----- | ----- | ----- | ----- | ----- | ----- | ----- |
| 5 000 | 5 150 | 5 128 | 5 044 | 5 078 | 5 032 | 4 980 | 4 670 | 4 557 |

| 1856  | 1861  | 1866  | 1872  | 1876  | 1881  | 1886  | 1891  | 1896  |
| ----- | ----- | ----- | ----- | ----- | ----- | ----- | ----- | ----- |
| 4 810 | 4 504 | 4 403 | 4 493 | 4 522 | 4 525 | 4 528 | 4 652 | 4 617 |

| 1901  | 1906  | 1911  | 1921  | 1926  | 1931  | 1936  | 1946  | 1954  |
| ----- | ----- | ----- | ----- | ----- | ----- | ----- | ----- | ----- |
| 4 615 | 4 653 | 4 781 | 4 836 | 5 252 | 5 059 | 5 219 | 5 313 | 5 501 |

| 1962  | 1968  | 1975  | 1982  | 1990  | 1999  | 2006  | 2007  | 2012  |
| ----- | ----- | ----- | ----- | ----- | ----- | ----- | ----- | ----- |
| 5 587 | 6 948 | 8 035 | 8 120 | 7 854 | 7 704 | 7 255 | 7 173 | 6 819 |

| 2017  | 2022  | - | - | - | - | - | - | - |
| ----- | ----- | - | - | - | - | - | - | - |
| 6 747 | 6 791 | - | - | - | - | - | - | - |

Longtemps cantonnée entre 4 500 et 5 500 habitants, la population de Loudun a brusquement augmenté avec l'intégration de Véniers en 1964,  puis avec la fusion-association de Rossay en 1972. Elle a culminé à 8 120 habitants au recensement de 1982, et a depuis perdu près de 1 000 habitants en 26 ans. Loudun comptait 7 854 habitants en 1990, à peine 150 de moins dix ans plus tard ; elle tombe désormais (en 2014) à 6 740. En revanche, le reste du Loudunais connaît une certaine stabilité, notamment dans le canton des Trois-Moutiers où l'ouverture, en 2015, du Center Parcs devrait dynamiser la démographie.

## Politique et administration

### Liste des maires

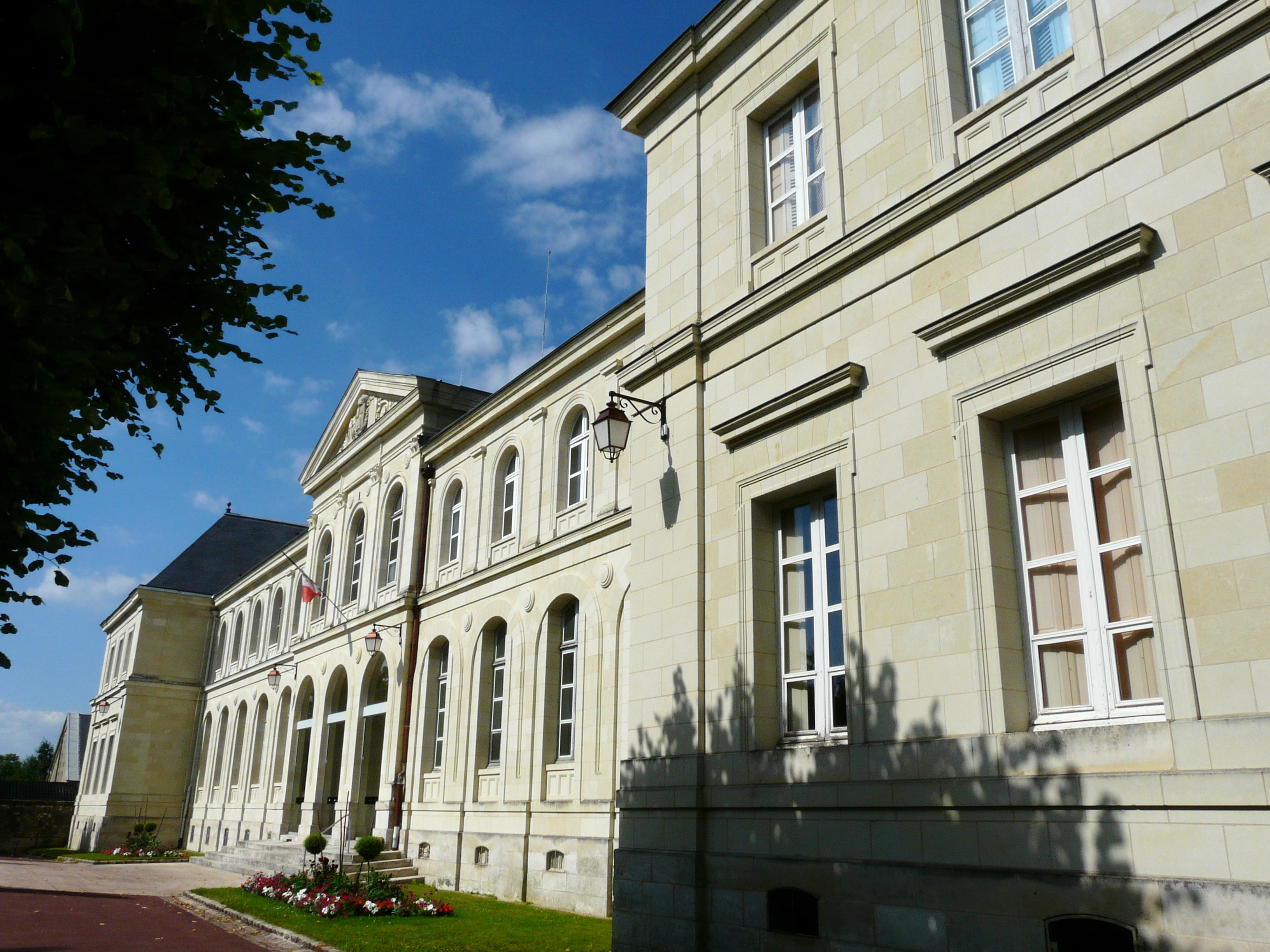
L'hôtel de ville.

| Période         | Période               | Identité               | Étiquette                   | Qualité |
| --------------- | --------------------- | ---------------------- | --------------------------- | --- |
| 1943            | 1947                  | Jean Mannet            | Rad. puis DVD               | Conseiller général du canton de Loudun (1945 → 1955) |
| 11 février 1947 | 21 mars 1959          | Marc Godrie            |                             | Administrateur |
| mars 1959       | mars 1999 (démission) | René Monory            | CD puis UDF-CDS puis UDF-FD | Garagiste Ministre de l’Industrie, du Commerce et de l'Artisanat (1977 → 1978), de l'Économie (1978 → 1981), de l'Éducation nationale (1986 → 1988) Sénateur de la Vienne (1968 → 1977, 1981 → 1986 et 1988 → 2004) Président du Sénat (1992 → 1998) Conseiller régional de Poitou-Charentes (1973 → 1989) Président du conseil régional de Poitou-Charentes (1985 → 1986) Conseiller général du canton de Loudun (1961 → 2004) Président du conseil départemental de la Vienne (1977 → 2004) Président de la CC du Pays loudunais (1993 → 2002) Suppléant du député Pierre Abelin |
| 29 mars 1999    | mars 2001             | Jean-Pierre Fredaigue, | DVD                         | Ébéniste |
| mars 2001       | mars 2008             | Jean Touret            | UDF puis UMP                | Chef d'entreprise retraité Conseiller régional de Poitou-Charentes (1998 → 2004) Conseiller général du canton de Loudun (2004 → 2011) Vice-président du conseil départemental de la Vienne [Quand ?] Suppléant du député Jean-Pierre Abelin |
| mars 2008       | 5 avril 2014          | Elefthérios Benas      | DVD puis UMP                | Médecin Conseiller général du canton de Loudun (2011 → 2015) |
| 5 avril 2014    | En cours              | Joël Dazas             | DVD                         | Chargé d'affaires Président de la CC du Pays loudunais (2015 → ) Suppléant du conseiller départemental Bruno Belin (2015 → ) |

### La communauté de communes du Pays loudunais
Loudun est le siège de la communauté de communes du Pays loudunais qui regroupe 52 communes, dont sept communes associées et quatre cantons : Loudun, Moncontour, Monts-sur-Guesnes, Les Trois-Moutiers.
En 1999, sa population était de 24 625 habitants, pour une superficie de 849 km2.

### Jumelages
Loudun est jumelée à sept villes :
- Leuze-en-Hainaut (Belgique) depuis 1961
- Ouagadougou (Burkina Faso) depuis 1967
- Thibodaux (États-Unis) depuis 1978
- Shippagan (Canada) depuis 1981
- Burgos (Espagne) depuis 1985
- Dapélogo (Burkina Faso) depuis 2002[41]
- Audun-le-Tiche (France) depuis 2007

| La commune de Leuze-en-Hainaut en Belgique · La commune urbaine de Ouagadougou et la commune rurale de Dapélogo au Burkina Faso · La commune de Thibodaux aux États-Unis · La commune de Shippagan au Canada · La commune de Burgos en Espagne · La commune d'Audun-le-Tiche en France |

## Urbanisme

### Typologie
Au 1er janvier 2024, Loudun est catégorisée petite ville, selon la nouvelle grille communale de densité à sept niveaux définie par l'Insee en 2022.
Elle appartient à l'unité urbaine de Loudun, une unité urbaine monocommunale constituant une ville isolée,. Par ailleurs la commune fait partie de l'aire d'attraction de Loudun, dont elle est la commune-centre,. Cette aire, qui regroupe 25 communes, est catégorisée dans les aires de moins de 50 000 habitants,.

### Occupation des sols
L'occupation des sols de la commune, telle qu'elle ressort de la base de données européenne d’occupation biophysique des sols Corine Land Cover (CLC), est marquée par l'importance des territoires agricoles (79,4 % en 2018), en diminution par rapport à 1990 (81,2 %). La répartition détaillée en 2018 est la suivante : 
terres arables (63,5 %), zones agricoles hétérogènes (14,2 %), zones urbanisées (12 %), forêts (5,2 %), zones industrielles ou commerciales et réseaux de communication (2,9 %), prairies (1,7 %), espaces verts artificialisés, non agricoles (0,4 %). L'évolution de l’occupation des sols de la commune et de ses infrastructures peut être observée sur les différentes représentations cartographiques du territoire : la carte de Cassini (XVIIIe siècle), la carte d'état-major (1820-1866) et les cartes ou photos aériennes de l'IGN pour la période actuelle (1950 à aujourd'hui).

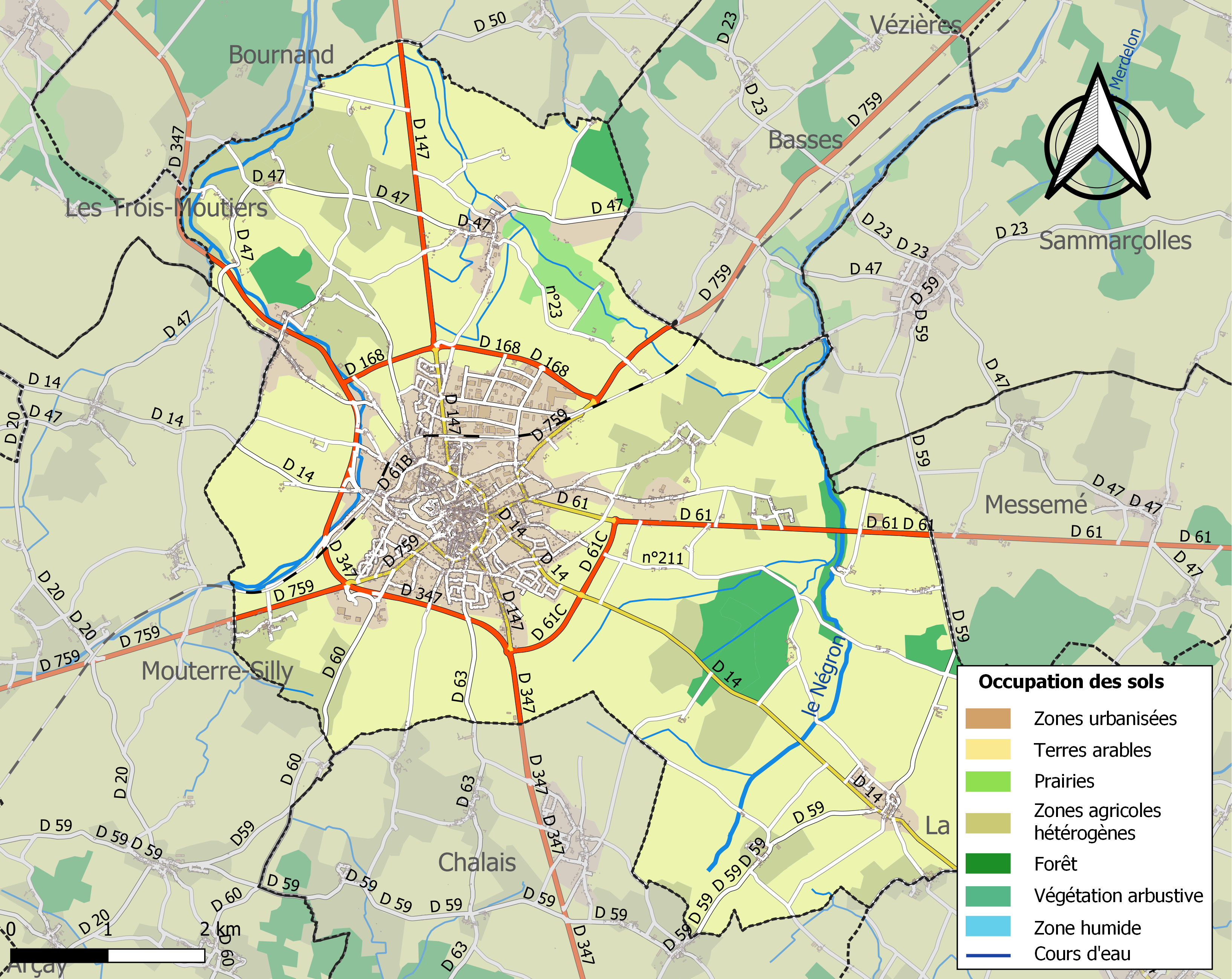
Carte des infrastructures et de l'occupation des sols de la commune en 2018 (CLC).

### Risques majeurs
Le territoire de la commune de Loudun est vulnérable à différents aléas naturels : météorologiques (tempête, orage, neige, grand froid, canicule ou sécheresse), inondations, mouvements de terrains et séisme (sismicité modérée). Il est également exposé à un risque technologique,  le transport de matières dangereuses. Un site publié par le BRGM permet d'évaluer simplement et rapidement les risques d'un bien localisé soit par son adresse soit par le numéro de sa parcelle.

#### Risques naturels
Certaines parties du territoire communal sont susceptibles d’être affectées par le risque d’inondation par débordement de cours d'eau, notamment le Négron et le ruisseau Boire. La commune a été reconnue en état de catastrophe naturelle au titre des dommages causés par les inondations et coulées de boue survenues en 1982, 1995, 1999, 2008, 2010 et 2013,.

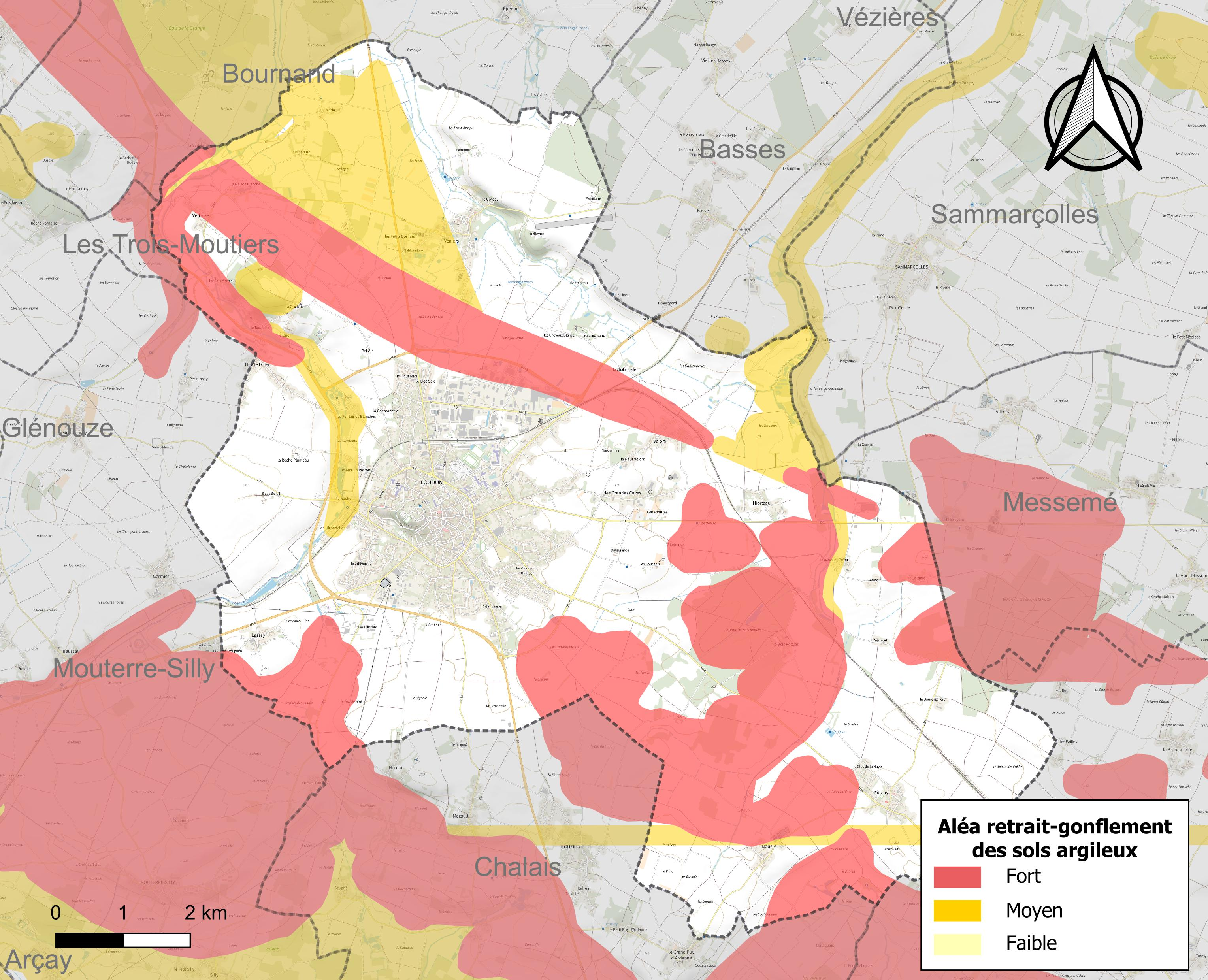
Carte des zones d'aléa retrait-gonflement des sols argileux de Loudun.

Les mouvements de terrains susceptibles de se produire sur la commune sont des affaissements et effondrements liés aux cavités souterraines (hors mines) et des tassements différentiels. Afin de mieux appréhender le risque d’affaissement de terrain, un inventaire national permet de localiser les éventuelles cavités souterraines sur la commune. Le retrait-gonflement des sols argileux est susceptible d'engendrer des dommages importants aux bâtiments en cas d’alternance de périodes de sécheresse et de pluie. 41,5 % de la superficie communale est en aléa moyen ou fort (79,5 % au niveau départemental et 48,5 % au niveau national). Depuis le 1er octobre 2020, en application de la loi ÉLAN, différentes contraintes s'imposent aux vendeurs, maîtres d'ouvrages ou constructeurs de biens situés dans une zone classée en aléa moyen ou fort,.
La commune a été reconnue en état de catastrophe naturelle au titre des dommages causés par la sécheresse en 2005 et 2017 et par des mouvements de terrain en 1999, 2001 et 2010.

## Transports
- Réseau TER Nouvelle-Aquitaine (Autocars)

La ville de Loudun est desservie par la relation Autocars TER no 14 :
Chinon ↔ Loudun ↔ Thouars
- Réseau départemental Lignes en Vienne (Autocars)

Géré par le conseil régional de Nouvelle-Aquitaine, le réseau Lignes en Vienne dessert la ville et ses établissements scolaires via les lignes 110 et 201.

## Économie
Le Loudunais est une région agricole et viticole. Le leader mondial des produits tubulaires destinés aux bovins, la société Agritubel, est basée à Loudun.
La ville possède une antenne de la Chambre de commerce et d'industrie de la Vienne.
Zone industrielle et artisanale au nord de la ville en direction de Saumur et Fontevraud.

## Santé
Le CHU de Poitiers possède une antenne, le centre hospitalier Renaudot.
La ville dispose d'une maison de santé, familièrement appelée "l'octogone" qui a subi des travaux de rénovation en 2022. Cet établissement du centre-ville, très connu des Loudunais et Loudunaises, s'agrandit pour plus de confort mais aussi prévoir l'arrivée de praticiens supplémentaires voire de stagiaires.
Le groupe ARPAVIE gère un EHPAD dans la zone de l'hôpital, la résidence "Porte du Martray".
Différents praticiens, médicaux et para-médicaux offrent une offre de santé importante dans le pays loudunais.

## Enseignement
- lycée Guy Chauvet (mixte public) ;
- lycée professionnel Marc Godrie (mixte public) ;
- collège Joachim du Bellay (mixte public)  ;
- collège Chavagnes Saint-Joseph (Mixte privé) ;
- école primaire Jacques-Prévert (mixte public) ;
- école primaire Saint-Joseph (mixte privé) ;
- école primaire du Martray (mixe public) ;
- école maternelle Les Lutins ;
- école Maternelle Le Chat Botté ;

## Sport
- Le LHHP (Loudun Handball Haut-Poitou) fondé en 1966, en tant que section handball du Loudun Athlétic Club, évolue en Honneur Régional. L'équipe féminine évolue également à ce niveau. Le club, après avoir évolué quelques années en Nationale 3 au vieux gymnase du Petit-Colas situé en centre-ville près du lycée Guy Chauvet, joue au gymnase Jean Touret construit il y a quelques années près du stade municipal.
- Le FC Loudun fondé en 1907, est le club de football de la ville. Il évolue au stade municipal Jean Tursini en Départemental 2 et connut son heure de gloire dans les années 80 lorsque le club jouait en Division d'Honneur et actuel Régional 1.

## Lieux et monuments
- La Tour carrée, ancienne tour de guet du château. On a longtemps attribué la construction en 1040 de la tour à Foulques Nerra, comte d'Anjou. En 2018 paraît un rapport des fouilles préventives réalisées dans le cadre des travaux de restauration de la tour, expliquant que "l’attribution de la tour carrée à Foulques Nerra n’est plus recevable"[58]. La tour est classée depuis 1877[59].
- L'église Sainte-Croix, appelée aujourd'hui collégiale Sainte-Croix sert d'écrin à de nombreuses expositions d'art contemporain et concerts. Le chœur et le transept du XIIe siècle sont classés depuis 1955, les parties subsistantes de l'ancienne nef étant inscrites depuis 1992[60].
- L'église Saint-Hilaire du Martray, attenante au couvent des Carmes, classée depuis 1921[61].
- L'église Saint-Pierre du marché, construite sous Philippe II Auguste, classée depuis 1921[62].
- L'ancienne commanderie Saint-Jean.
- Le couvent des Carmes, XIVe siècle au XVIIe siècle, inscrit depuis 1995[61].
- Ancien prieuré fontevriste de Loudun, situé dans une parcelle sise à l’angle de la rue Marcel Aymard et de la rue du Bourg Joly son souvenir le plus notable est la Maison dite pendant longtemps Maison des Abbesses. Celle-ci garde encore, insérée dans le mur, une pierre «De France au bâton péri de gueules en bande sommé d’une couronne royale» représentant les armes d’une fille de France, Jeanne Baptiste de Bourbon qui gouverna l'Abbaye de Fontevraud entre 1648 et 1670.
- Le musée Théophraste-Renaudot : met à l'honneur Théophraste Renaudot, dont les œuvres appartiennent à l'histoire de la pensée, de la littérature.
- Le musée Charbonneau-Lassay : les collections disposées à l'image d'un cabinet de curiosités traitent de l'histoire de la cité et de son riche passé.
- Le Jardin d'Inspiration médiévale : au pied de la Tour Carrée, il présente des plantes médicinales ainsi que des condiments. Des carrés en châtaignier tressés, des pergolas, des arceaux de bois servent de décor à ce jardin.
- Enceinte (douves, enceinte, ancienne tour ronde), XIIIe siècle, inscrite depuis 1948[63].
- L'hôtel de Saint-Laon, XVIIe et XVIIIe siècles, inscrit depuis 1995[64].
- L'hôtel de ville, XIXe siècle, inscrit depuis 1995[65].
- La maison des Échevins (ou Échevinage), XVe et XVIIe siècles, inscrite depuis 1972[66].
- La porte du Martray, unique vestige des quatre portes de l'enceinte urbaine construite sous Philippe Auguste, classée depuis 1946[67].
- Deux maisons des XVe et XVIe siècles[68],[69] ainsi qu'un portail du XVIIIe siècle[70] sont également inscrits.
- Le Logis gothique, à proximité de la chapelle Saint-Jean.
- La Maison de l'Art Roman : le noyau de cette collection privée est constituée de 35 chapiteaux romans du XIIe siècle, d'une dizaine de tailloirs et de deux voussures de portail.
- L'Aquarium : présente tous les milieux aquatiques d'eau douce grâce à une quinzaine de bacs et bassins (fermé définitivement).
- Église Saint-Étienne de Rossay.
- Église Notre-Dame de Veniers
- Le château du Bois-Rogue à Rossay, dont la chapelle du XIIIe siècle et la galerie du XVIe siècle sont classées depuis 1970[71].
- Le château du Bois-Gourmond, XIVe et XVIe siècles, dépendant féodalement du château de Loudun[72], inscrit partiellement en 1929 puis en intégralité depuis 1993[73].

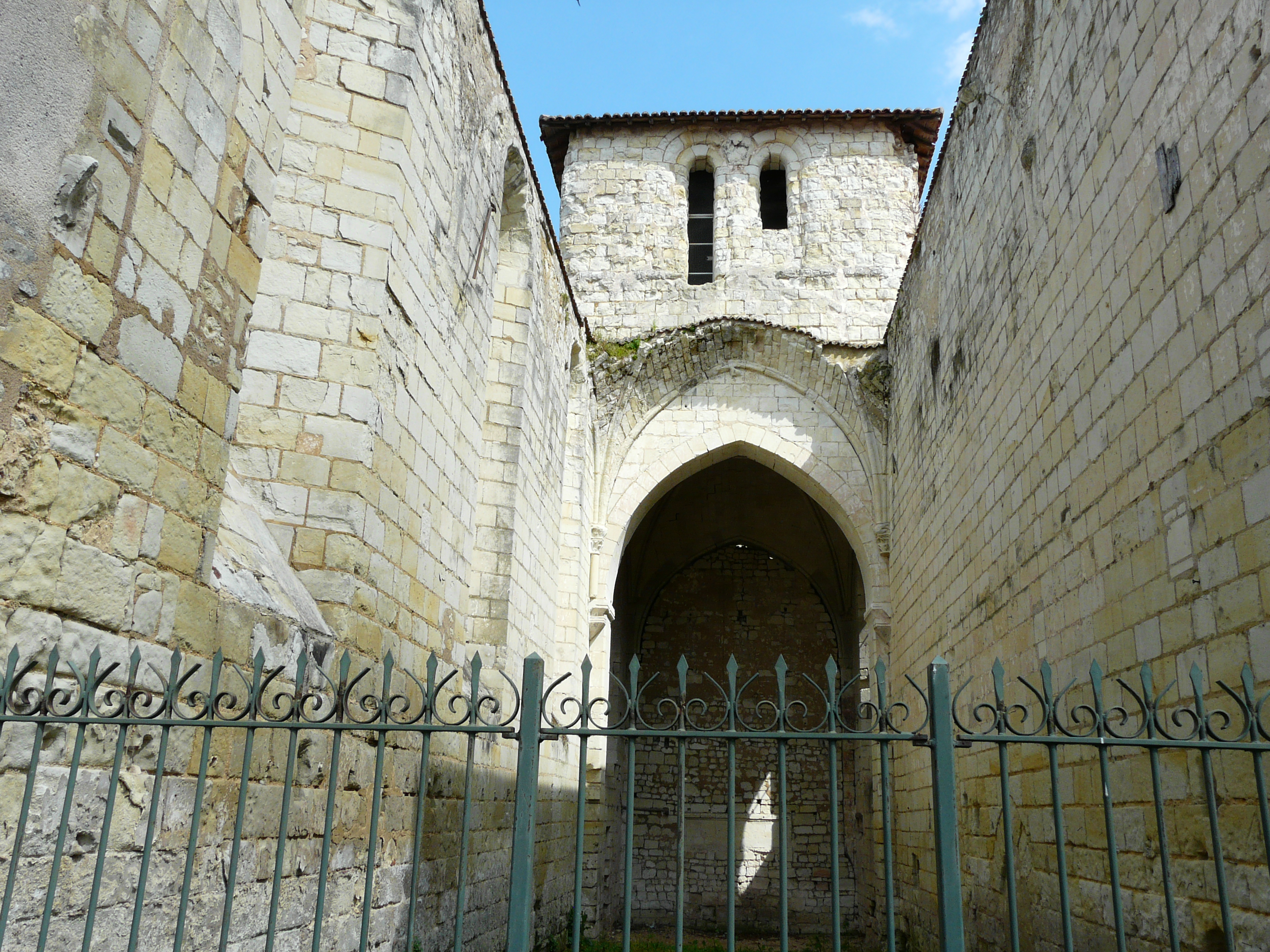
L'ancienne commanderie Saint-Jean.
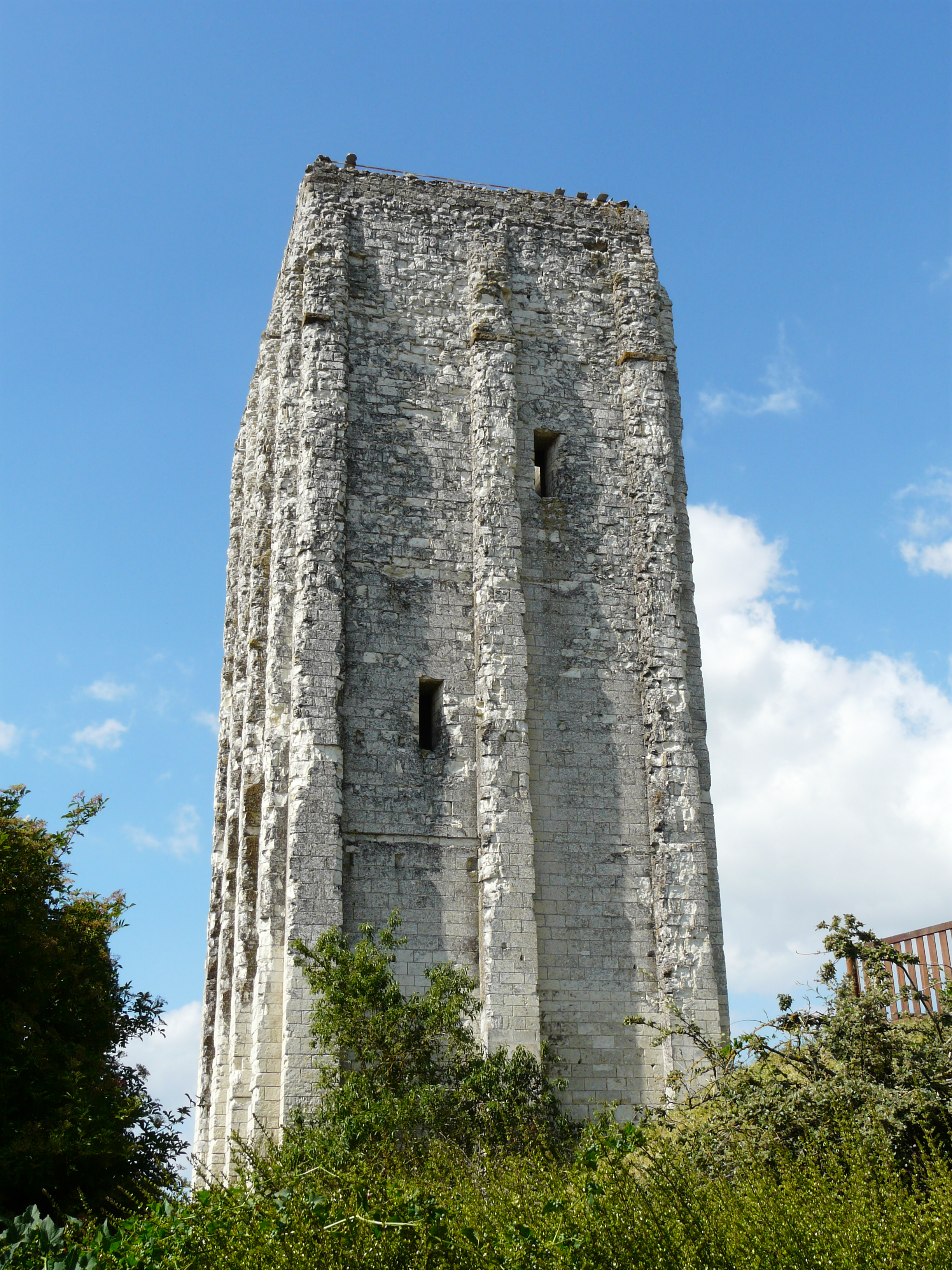
La Tour carrée.
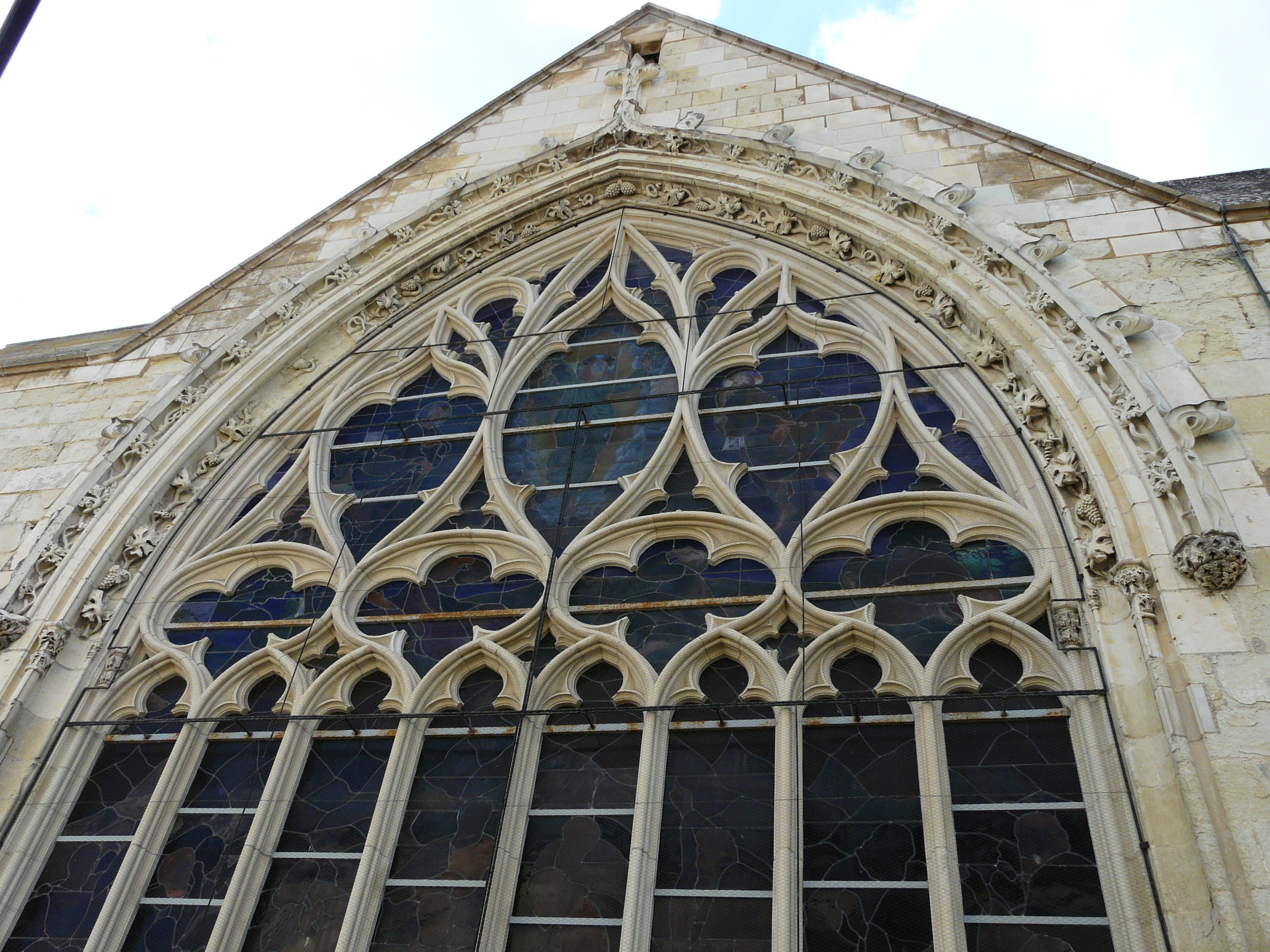
L'église Saint-Hilaire du Martray.
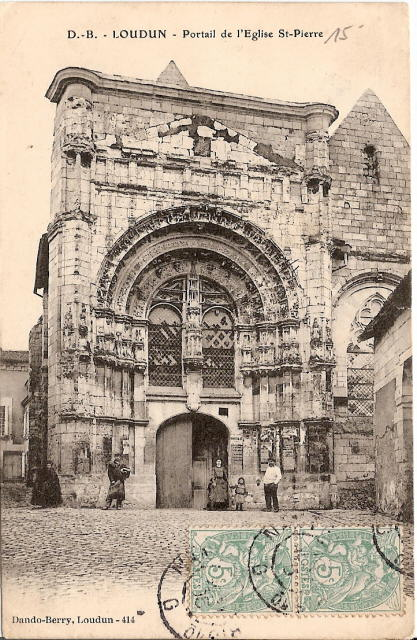
L'église Saint-Pierre du marché.
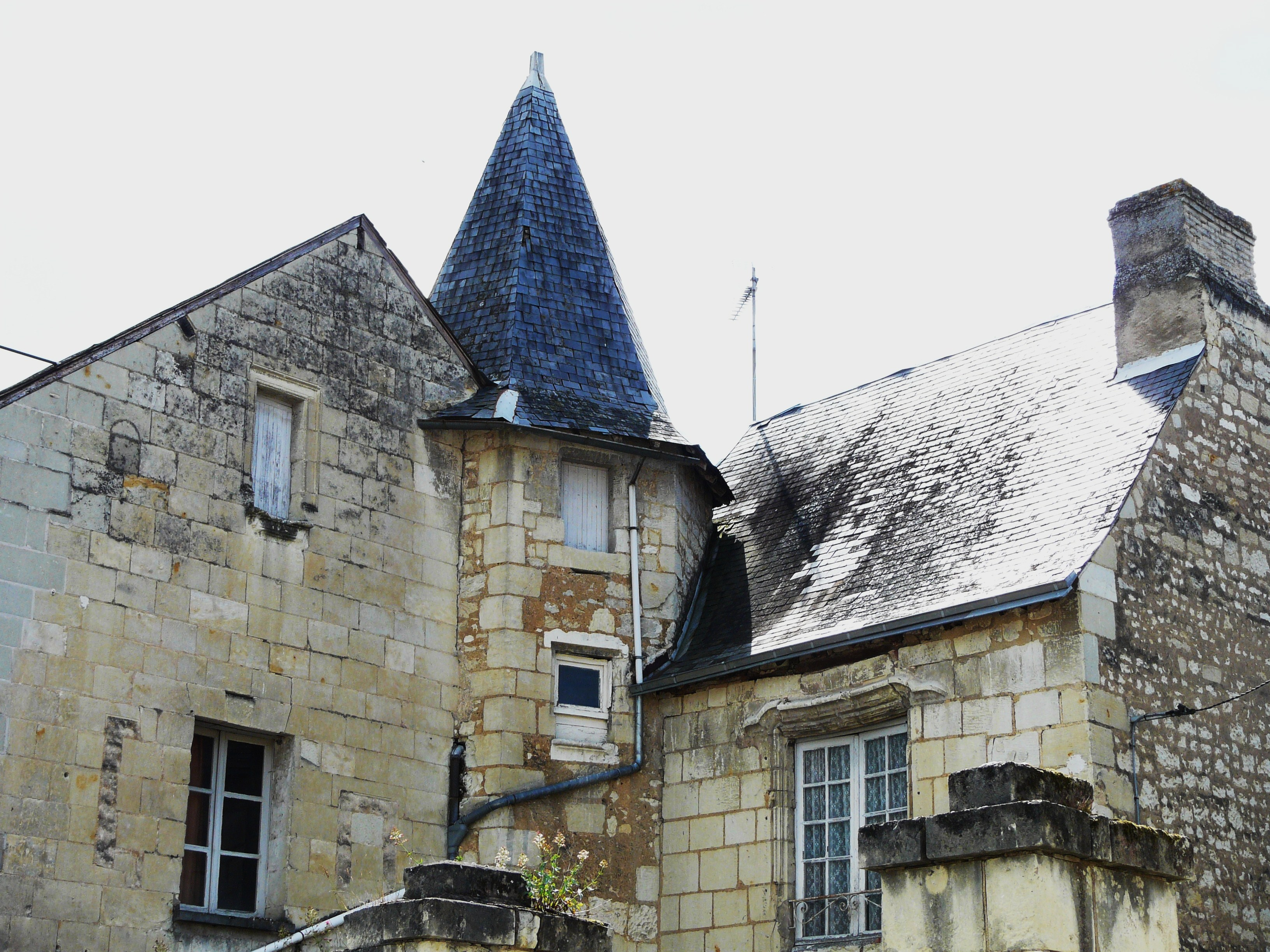
Le logis gothique.
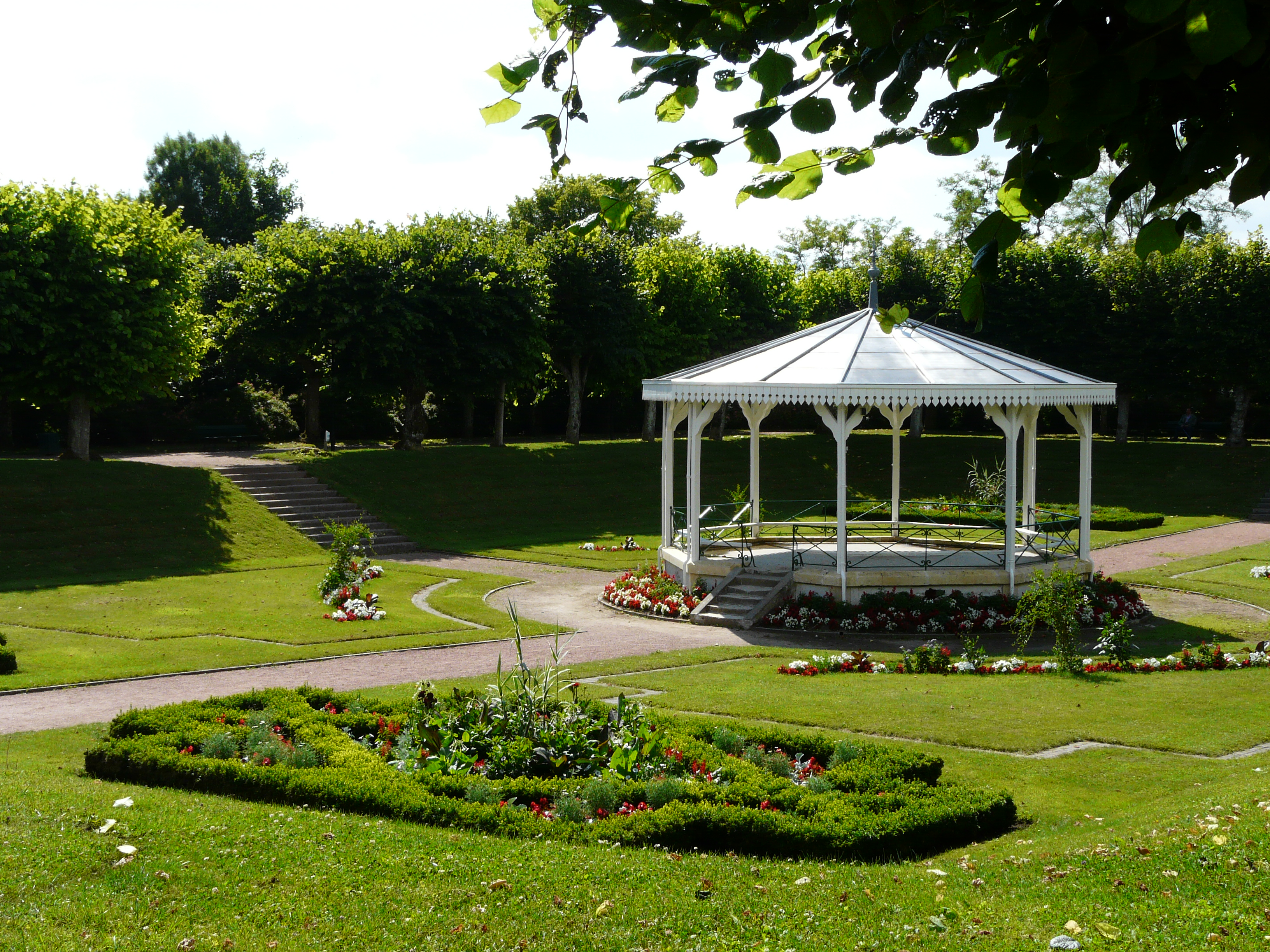
Kiosque et jardin public.
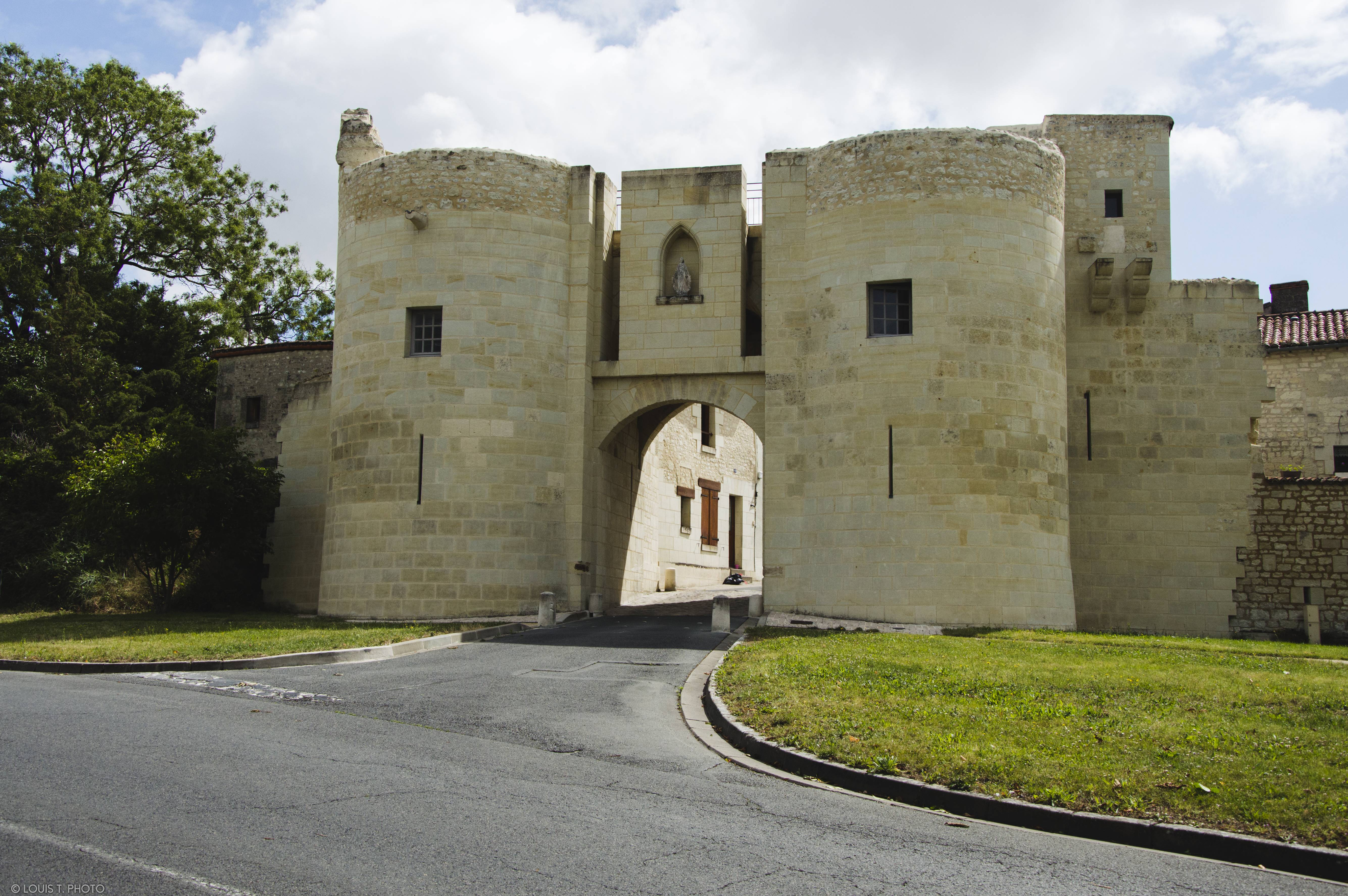
Porte du Martray en 2020

Visite virtuelle église Sainte-Croix

## Personnalités liées à la commune

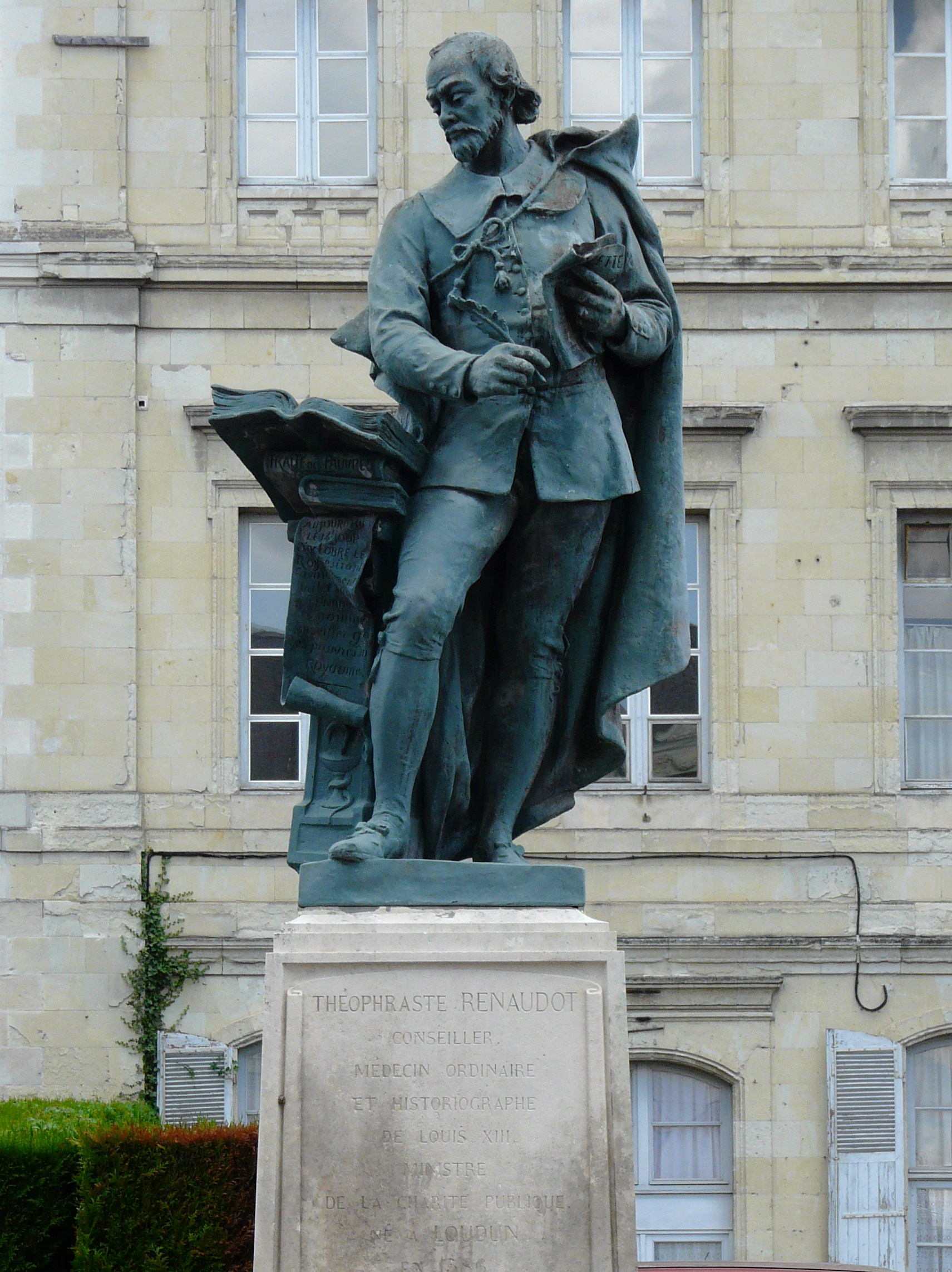
La statue de Théophraste Renaudot à Loudun.

- Saint Aleaume († 1097), né à Loudun, d'abord soldat, embrassa la vie monastique à l'abbaye de la Chaise-Dieu en Auvergne, puis fonda un monastère à Burgos, à la demande du roi de Castille ; fêté le 30 janvier par l'Église catholique.
- Gabriel d'Arsac de Ternay (1721-1796), officier et député de Loudun aux États généraux.
- Jean-Marie Bion, (1730-1798), homme politique, député de la Vienne.
- Jean-Jacques Avril (1752-1839), général des armées de la République et de l'Empire, né à Loudun, mort au Bouscat.
- Jean Ernoul (1829 à Loudun-1899 à Lussac-les-Églises), bâtonnier catholique de Poitiers et homme politique.
- Xavier Barbier de Montault (1830-1901), religieux, archéologue et historiographe français, est né à Loudun.
- Marie Besnard (1896-1980), accusée d'empoisonnement dans les années 1950.
- Alain Bonnot (1944-), réalisateur de cinéma et de télévision, né à Loudun.
- Maurice Bouignol (1891-1918), poète, son nom est inscrit au Panthéon parmi les 560 écrivains morts pour la France.
- Ismaël Boulliau (1605-1691), né à Loudun, astronome et érudit.
- Simon Canuel (1767-1840), général des armées de la République et de l'Empire, décédé à Loudun.
- Gabriel Nosereau (1789-1874), homme politique né et décédé à Loudun, député de la Vienne de 1834 à 1846.
- Mario Carl-Rosa (1853-1913), peintre et écrivain, né à Loudun.
- Claudine Cassereau (1953-2020) artiste peintre, Miss France 1972, née à Loudun.
- Louis Charbonneau-Lassay (1871-1946), symboliste chrétien, né et mort à Loudun. En sa qualité de correspondant des monuments historiques, il fit classer de nombreux édifices de Loudun et de sa région. Il fut un des membres fondateurs, en 1938, de la Société Historique du Pays du Loudunais.
- Jean-Charles Cornay (1809 - 1837), né à Loudun, missionnaire et martyr catholique, tué au Tonkin, canonisé par le pape Jean-Paul II en 1988.
- Jacques Dumoustier Delafond (1733-1810), né et mort à Loudun, avocat et député aux États généraux.
- Jean-Aubin Dumoustier de Frédilly (1733-1827), né à Loudun, négociant et homme politique.
- Muguette Fabris (1940-), ancienne Miss France de 1963 et ancienne professeur de mathématiques.
- Nicolas Ghesquière (1971-), créateur à la tête de la maison de couture parisienne Balenciaga, ayant grandi à Loudun.
- Urbain Grandier (vers 1590-1634), prêtre accusé de sorcellerie, mort sur le bûcher à Loudun.
- François Le Proust du Ronday, (1548-1615), jurisconsulte et historien, auteur de De la Ville et chasteau de Loudun, du pays de Loudunais et des habitans de la ville et du pays, est né et mort à Loudun.
- Christiane Martel (1932-), Miss Univers 1953, a vécu à Loudun quelques années à partir de 1940.
- René Monory (1923-2009), maire de Loudun, sénateur de la Vienne, président du Sénat, ministre de l'Éducation nationale, ancien ministre, président du conseil général de la Vienne, fondateur du parc du Futuroscope, est né et mort à Loudun.
- Charles Montault-Désilles (1755-1839), évêque d'Angers, est né à Loudun.
- Pierre Montault-Désilles (1751-1836), premier préfet du département de Maine-et-Loire, est né à Loudun.
- Dominique Piéchaud (1922-2011), artiste, sculpteur, graveur, médailleur, mort à Loudun.
- Théophraste Renaudot (1586-1653), inventeur de la presse écrite française - le premier numéro de sa gazette, l'un des plus anciens journaux de France fut publié le 30 mai 1631 -[74],  médecin, journaliste, philanthrope, est né à Loudun[75].
- Françoise de Rohan (1540-1591), première duchesse de Loudun, tante d'Henri IV.
- Jean Salmon Macrin (1490-1557), poète néo-latin, né et mort à Loudun.
- Pierre Thillet (1918-2015), philosophe, a suivi des études secondaires au collège de Loudun.
- Jacques Voyet (1926-2010) artiste peintre, metteur en scène et décorateur de théâtre, né à Loudun.

## Spécialités gastronomiques
Le Croquant de Loudun est une spécialité biscuitière ayant pour origine la tradition de la culture d'amandiers en pays loudunais.

## Emblèmes

### Héraldique
| Blason | Blasonnement : De gueules, à une tour crénelée d'argent, maçonnée de sable ; au chef d'azur, chargé de trois fleurs de lis d'or. |